# 天乙宮 (臺中)
24°07′39″N 120°41′46″E / 24.127622°N 120.696114°E
天乙宮，是位於臺灣臺中市東區東門里的玉皇上帝廟，具有客家文化色彩。

## 沿革

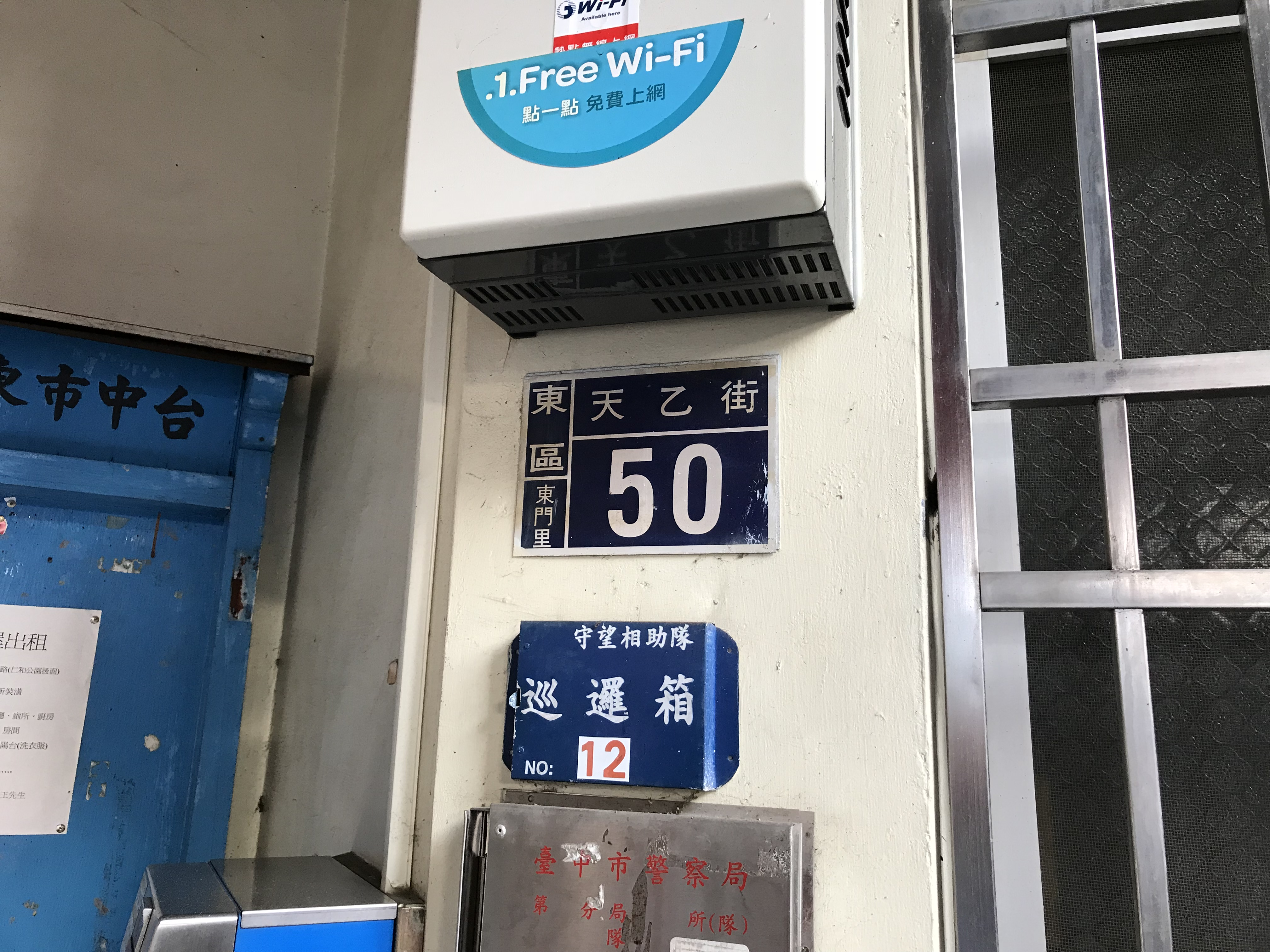
廟位在東門里天乙街50號。

廟宇前名為「育化堂」的鸞堂，以出身關西鎮的客家人池坤城為創建人。此廟建立緣起是1952年劉番三自臺中到宜蘭羅東林場承包水庫工程，為感謝玉皇上帝，恭迎神像回台中住宅供奉，歷經數次搬遷，爾後落腳於天乙宮現址旁民宅，自1977年成立建廟委員會，並公推池坤城為主委兼住持。
1979年，池坤城為償母願，遂捐地建廟，獲信眾與地方人士響應，廟宇於1982年落成安座，建築為三殿兩護室。其廟宇名稱取自紫微垣星官的「天乙」，而其前方的道路也是以此廟命名。廟後方則是有客家色彩的東門里福德祠。
2006年蔡青接任主委，陸續完成後殿兩側增設文昌殿與財神殿、後殿整修彩繪、前殿結網網目雕刻彩繪、石雕欄杆等工程。玉皇上帝殿前牆上的玉皇殿八仙台彩繪，為寺廟彩繪師呂振夫作品。

## 祭祀
主祀玉皇上帝之外，還奉祀神農大帝、觀世音菩薩、關聖帝君、天上聖母、東嶽大帝、太歲星君、福德正神等。廟內具有獨特的龍神香位，反映早期極可能有相當數量的客家人居在天乙宮周邊。

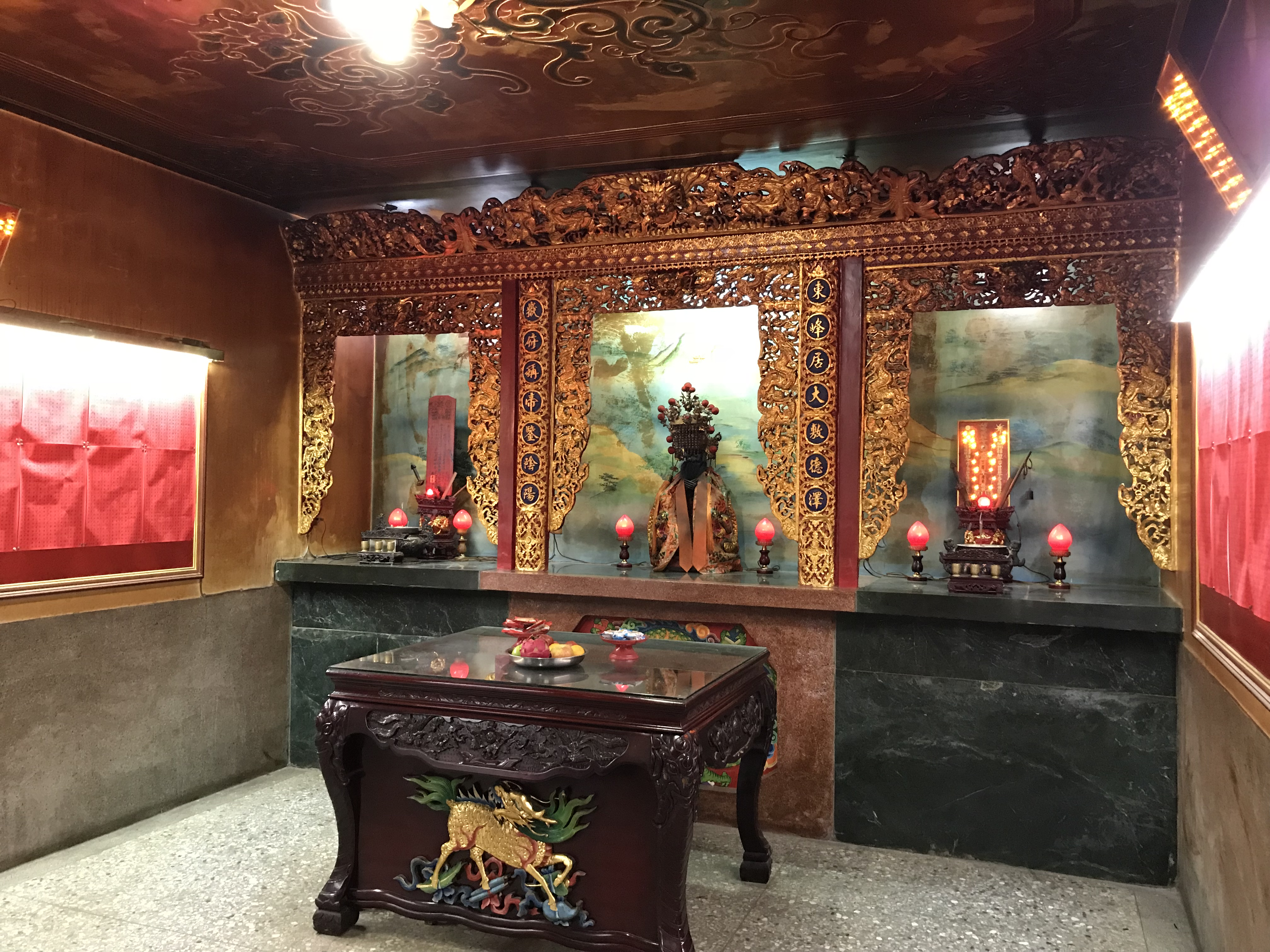
2018年拍照時，東嶽大帝殿已無蔣公神像。

廟內還有一尊蔣公神像，因外觀上極似一般神像，多年來多數膜拜的信徒都認不出。2011年報導時，天乙宮常務委員鄭森雄說，約二十年前左右，不知為何人在廟裡放了一尊穿著長袍的蔣介石神像，但廟方也沒有將之丟棄，直到兩年前，廟宇全面整修，也順便為該神像戴上神明帽，並外加一套聖袍披身，將其長袍馬褂的外觀遮住，繼續供奉在偏殿的東嶽大帝神像前，不過未列該廟宇正式的神祇，因此也不會為其慶賀誕辰。
農曆正月初九，天公生之日，廟方舉辦遶境活動。農曆七月二十日有中元普渡法會、農曆十月為謝平安法會。農曆初一、十五則有誦經禮懺。